# Municipio de Gates
El municipio de Gates (en inglés: Gates Township) es un municipio ubicado en el condado de Eddy en el estado estadounidense de Dakota del Norte. En el año 2010 tenía una población de 43 habitantes y una densidad poblacional de 0,46 personas por km².

## Geografía
El municipio de Gates se encuentra ubicado en las coordenadas 47°48′15″N 99°5′2″O / 47.80417, -99.08389. Según la Oficina del Censo de los Estados Unidos, el municipio tiene una superficie total de 92.87 km², de la cual 91,91 km² corresponden a tierra firme y (1,03 %) 0,96 km² es agua.

## Demografía
Según el censo de 2010, había 43 personas residiendo en el municipio de Gates. La densidad de población era de 0,46 hab./km². De los 43 habitantes, el municipio de Gates estaba compuesto por el 95,35 % blancos, el 4,65 % eran amerindios. Del total de la población el 0 % eran hispanos o latinos de cualquier raza.